# 我们来了 (第一季)
《我们来了》第一季，又名《偶像来了》第二季，是中国大陆湖南卫视于2016年第三季度推出的一档週五黄金档女神生活体验类真人秀节目，也是2016湖南卫视节目巡礼重点推介的一档节目。节目由《偶像来了》及《我们来了》系列节目制作人陈汝涵及其团队打造，2016年6月17日启动录制，2016年7月22日起每週五20:20接档《全员加速中第二季》播出。海外方面，马来西亚的Astro全佳HD于2016年7月29日起每週五19:50同步跟播。

## 节目简介

### 内容
节目成员包括8名女嘉宾及两名主持人兼队长，以分组对抗的模式进行。两组各有一名队长及4名队员，共同进行两天一夜的对抗任务。并在对抗过程中体验各种中华传统文化，向世界传播东方女性之美。

### 制作
全新推出的《我们来了》在节目理念、内容策划、制作编排等方面都较《偶像来了》有全新的调整和升级。一是节目将赋予每一站特殊的女性气质，通过不同地域的差异化诠释新的东方女性之美。二是在原有的“两天一夜”记录式拍摄的基础上融入体验比拼机制，且每站多元。三是泛舞台化的“大事件挑战”成为舞台必备。四是在体验传统文化的同时，更加深入百姓生活，不再局限于单纯的职业化体验。

## 节目成员
| 姓名   | 节目角色    | 出生日期       | 主要职业                                       |
| 汪涵   | 主持人 队长 | 1974年4月7日   | 主持人                                         |
| 袁弘   | 主持人 队长 | 1982年8月23日  | 演员、歌手、主持人                             |
| 赵雅芝 | 偶像 队员   | 1954年11月15日 | 演员                                           |
| 刘嘉玲 | 偶像 队员   | 1965年12月8日  | 演员                                           |
| 莫文蔚 | 偶像 队员   | 1970年6月2日   | 歌手、演员、作词人、作曲人、唱片制作人、设计师 |
| 陈乔恩 | 偶像 队员   | 1979年4月4日   | 演员、歌手、主持人                             |
| 谢娜   | 偶像 队员   | 1981年5月6日   | 主持人、演员、歌手                             |
| 江一燕 | 偶像 队员   | 1983年9月11日  | 演员、歌手、作家                               |
| 奚梦瑶 | 偶像 队员   | 1989年3月8日   | 时装模特、演员                                 |
| 徐娇   | 偶像 队员   | 1997年8月5日   | 演员                                           |

## 节目内容
实际内容以当日播出为准，详情来源于节目各集内容。
| 站驿   | 录制时间               | 集数 | 播出日期      | 分队形式 | 汪涵队                      | 袁弘队                      | 地点            | 内容 | 本集特别嘉宾 | 备注                                             |
| 第一站 | 2016年6月17日— 6月19日 | 1    | 2016年7月22日 | 根据女嘉宾们选择的玫瑰颜色来决定所属的队伍。抽到红玫瑰的进入袁弘队，抽到蓝玫瑰的进入汪涵队。                                                                          | 赵雅芝 莫文蔚 江一燕 奚梦瑶 | 刘嘉玲 陈乔恩 谢娜 徐娇     | 澳門            | 拳击争霸 环塔接力 澳门塔高空蹦极／高飛跳挑戰1 晚餐交流                                                                            | 邹市明       | 江一燕因工作档期安排，于节目录制第二天抵达澳门。 |
| 第一站 | 2016年6月17日— 6月19日 | 2    | 2016年7月29日 | 根据女嘉宾们选择的玫瑰颜色来决定所属的队伍。抽到红玫瑰的进入袁弘队，抽到蓝玫瑰的进入汪涵队。                                                                          | 赵雅芝 莫文蔚 江一燕 奚梦瑶 | 刘嘉玲 陈乔恩 谢娜 徐娇     | 澳門            | 互动游戏：抢占舞台／水上穿墙 辨别澳门美食赢午餐2 水舞间表演3                                                                      |              |                                                  |
| 第二站 | 2016年7月10日— 7月12日 | 3    | 2016年8月5日  | 8名女嘉宾各自选择一件具有苏州特色的物件，然后由两名队长选择印章，选完后根据印章上的文来决定分组情况。选到代表男生的物件的进入汪涵队，选到代表女生的物件的进入袁弘队。 | 赵雅芝 莫文蔚 谢娜 徐娇     | 刘嘉玲 陈乔恩 江一燕 奚梦瑶 | 江苏苏州        | 早餐交流 经典重现4 观赏评弹表演／问答互动 手环争夺战 晚餐交流／猜拳游戏／睡衣秀                                                   |              |                                                  |
| 第二站 | 2016年7月10日— 7月12日 | 4    | 2016年8月12日 | 8名女嘉宾各自选择一件具有苏州特色的物件，然后由两名队长选择印章，选完后根据印章上的文来决定分组情况。选到代表男生的物件的进入汪涵队，选到代表女生的物件的进入袁弘队。 | 赵雅芝 莫文蔚 谢娜 徐娇     | 刘嘉玲 陈乔恩 江一燕 奚梦瑶 | 江苏苏州        | 于诚品书店体验苏州手工制作5 自由挑选书籍并向全体成员推荐 偶像KTV 昆曲表演6                                                        | 费玉清       |                                                  |
| 第三站 | 2016年7月28日— 7月29日 | 5    | 2016年8月19日 | 根据女嘉宾们抽取到的脸谱来决定所属的队伍。抽到五虎上将的进入袁弘队，抽到五路财神的进入汪涵队。                                                                        | 赵雅芝 莫文蔚 谢娜 徐娇     | 刘嘉玲 陈乔恩 江一燕 奚梦瑶 | 四川成都        | 参观杜甫草堂 互动游戏：知识大爆炸 午餐交流 收集美食大挑战 队友互画义卖 晚餐交流                                                   |              |                                                  |
| 第三站 | 2016年7月28日— 7月29日 | 6    | 2016年8月26日 | 根据女嘉宾们抽取到的脸谱来决定所属的队伍。抽到五虎上将的进入袁弘队，抽到五路财神的进入汪涵队。                                                                        | 赵雅芝 莫文蔚 谢娜 徐娇     | 刘嘉玲 陈乔恩 江一燕 奚梦瑶 | 四川成都        | 饲养员养成记7 观赏木偶戏表演 午餐交流／英雄宴 西村大院时尚走秀                                                                    | 张亮 郭培    | 走秀中，张亮担任主持人                           |
| 第四站 | 2016年8月12日— 8月15日 | 7    | 2016年9月2日  | 根据所带花环的颜色来决定所属的队伍。蓝色的进入汪涵队，红色的进入袁弘队。                                                                                              | 赵雅芝 莫文蔚 陈乔恩 江一燕 | 刘嘉玲 谢娜 奚梦瑶 徐娇     | 云南保山 腾冲市 | 抢占色块游戏 自驾游 午餐交流 抓鱼比赛／草排划船游戏 终极惩罚：蒙眼品尝神秘美食 晚餐交流 宋小宝魔术秀／谢娜模仿秀                  | 宋小宝       |                                                  |
| 第四站 | 2016年8月12日— 8月15日 | 8    | 2016年9月9日  | 根据所带花环的颜色来决定所属的队伍。蓝色的进入汪涵队，红色的进入袁弘队。                                                                                              | 赵雅芝 莫文蔚 陈乔恩 江一燕 | 刘嘉玲 谢娜 奚梦瑶 徐娇     | 云南保山 腾冲市 | 创意摄影比赛 水上游戏：蒙面拍照／气球大战 赌石问答 指压板接力赛／篮球比赛                                                         | 杨威 鲍春来  |                                                  |
| 第五站 | 2016年8月26日— 8月28日 | 9    | 2016年9月16日 | 根据女嘉宾们所选择的筒子底部的物品来决定所属的队伍。抽到海星的进入袁弘队，抽到海螺的进入汪涵队。                                                                      | 赵雅芝 莫文蔚 江一燕 奚梦瑶 | 刘嘉玲 陈乔恩 谢娜 徐娇     | 辽宁大连        | 游艇问答互动 午餐交流 趣味乒乓球游戏 摩托艇海上接力 晚餐交流 漂流瓶许愿                                                           | 孙杨 张继科  |                                                  |
| 第五站 | 2016年8月26日— 8月28日 | 10   | 2016年9月23日 | 根据女嘉宾们所选择的筒子底部的物品来决定所属的队伍。抽到海星的进入袁弘队，抽到海螺的进入汪涵队。                                                                      | 赵雅芝 莫文蔚 江一燕 奚梦瑶 | 刘嘉玲 陈乔恩 谢娜 徐娇     | 辽宁大连        | 高空拼字游戏 观看消防技能演示 消防技能大比拼8 消防联欢会                                                                          |              |                                                  |
| 第六站 | 2016年9月4日— 9月6日   | 11   | 2016年9月30日 | 根据女嘉宾们所选择的车辆上的卡片颜色来决定所属的队伍。抽到蓝色卡片的进入汪涵队，抽到红色卡片的进入袁弘队。                                                            | 刘嘉玲 谢娜 江一燕 奚梦瑶   | 赵雅芝 莫文蔚 陈乔恩 徐娇   | 新疆吐鲁番      | 越野冲沙 冲浪车运水游戏 午餐交流／抢数报名游戏 滑沙游戏 终极惩罚：楼兰酒窖取酒9 晚餐交流／互赠礼物                                |              |                                                  |
| 第六站 | 2016年9月4日— 9月6日   | 12   | 2016年10月7日 | 根据女嘉宾们所选择的车辆上的卡片颜色来决定所属的队伍。抽到蓝色卡片的进入汪涵队，抽到红色卡片的进入袁弘队。                                                            | 刘嘉玲 谢娜 江一燕 奚梦瑶   | 赵雅芝 莫文蔚 陈乔恩 徐娇   | 新疆吐鲁番      | 品尝葡萄／踩葡萄体验 石榴籽游戏 午餐交流／演技大比拼 滚酒桶游戏 骑骆驼体验 晚餐交流／观看回忆短片 互赠礼物／回顾往期历程 篝火晚会 |              |                                                  |

- ^  注解1： 原本汪涵隊的莫文蔚及奚夢瑤接受高空蹦極懲罰，但之後由袁弘隊的謝娜及陳喬恩改以高飛跳形式代替兩人受罰。另外徐嬌希望體驗高飛跳而與汪涵一同進行高飛跳挑戰。
- ^  注解2： 导演组为嘉宾准备了多种澳门特色美食，两队队员必须答对队长手中的题目方可获得菜品的优先选择权。若两队都回答正确则通过摇骰子来决定胜负，若两队都答错则会将菜品撤回。
- ^  注解3： 水舞間藝術總監根據當期賽果安排所有人的角色，其中汪涵于演出中担任主持，而其他人於水舞間表演環節中所飾演的角色见下表。

| 角色         | 嘉宾   |
| 公主         | 谢娜   |
| 王子         | 袁弘   |
| 蛇蝎皇后     | 刘嘉玲 |
| 大臣         | 徐娇   |
| 渔夫         | 陈乔恩 |
| 蛇蝎皇后之女 | 赵雅芝 |
| 蛇蝎皇后之女 | 莫文蔚 |
| 蛇蝎皇后之女 | 江一燕 |
| 蛇蝎皇后之女 | 奚梦瑶 |

- ^  注解4： 偶像们随意挑选搭档，两两一队，即兴表演《新白娘子传奇》中“断桥相会”的经典片段。
- ^  注解5： 8位队员通过抽签的方式，两两一组，分别比拼苏州传统的民间手工制作。抽签结果及体验内容见下表。

| 项目     | 嘉宾   |
| 苏灯     | 陈乔恩 |
| 苏灯     | 徐娇   |
| 木板年画 | 谢娜   |
| 木板年画 | 刘嘉玲 |
| 玉雕     | 赵雅芝 |
| 玉雕     | 奚梦瑶 |
| 苏扇     | 江一燕 |
| 苏扇     | 莫文蔚 |

- ^  注解6： 袁弘于演出中担任主持，昆曲表演环节剧目及角色分配见下表。

| 剧目            | 角色   | 嘉宾   |
| 角色体验组      |        |        |
| 《西厢记》      | 红娘   | 徐娇   |
| 《牡丹亭》      | 石道姑 | 刘嘉玲 |
| 《白兔记》      | 李三娘 | 江一燕 |
| 《十五贯》      | 娄阿鼠 | 汪涵   |
| 《长生殿》      | 杨玉环 | 陈乔恩 |
| 唱念组          |        |        |
| 《牡丹亭·惊梦》 | 杜丽娘 | 莫文蔚 |
| 《白蛇传·断桥》 | 许仙   | 奚梦瑶 |
| 《白蛇传·断桥》 | 小青   | 谢娜   |
| 《白蛇传·断桥》 | 白娘子 | 赵雅芝 |

- ^  注解7： 问答互动，为熊猫喂奶、清理圈舍、制作餐食及洗澡。
- ^  注解8： 眾人換上消防裝備後與大連消防隊隊員合作挑戰逃出多米诺与百米梯次进攻操两个项目。
- ^  注解9： 在三轮游戏中落败的袁弘队女队员将两两一组，前往地下酒庄，找到两瓶指定的特殊红酒。

## 收视率
| 中国大陆 湖南卫视 首播收视率 |               |        |          |       |           |           |           |                                                                                       |
| 集數                         | 播出日期      | CSM52  | CSM52    | CSM52 | CSM全国网 | CSM全国网 | CSM全国网 | 備註                                                                                  |
| 集數                         | 播出日期      | 收視率 | 收視份額 | 排名  | 收視率    | 收視份額  | 排名      | 備註                                                                                  |
| 1                            | 2016年7月22日 | 1.535  | 4.70     | 3     | 2.0       | 6.40      | 1         | 最高收视落在赣州市4.071                                                               |
| 2                            | 2016年7月29日 | 1.234  | 3.82     | 4     | 1.46      | 4.80      | 1         |                                                                                       |
| 3                            | 2016年8月5日  | 1.470  | 4.51     | 3     | 1.88      | 5.96      | 1         | 最高收视落在常德市5.528                                                               |
| 4                            | 2016年8月12日 | 1.292  | 3.80     | 3     | 1.42      | 4.49      | 1         | 最高收视落在湛江市3.529                                                               |
| 5                            | 2016年8月19日 | 1.299  | 3.70     | 3     | 1.68      | 5.18      | 1         | 最高收视落在海口市3.98 CSM52数据中缺三亚数据，故实为CSM51                             |
| 6                            | 2016年8月26日 | 1.379  | 4.12     | 3     | 1.71      | 5.25      | 1         |                                                                                       |
| 7                            | 2016年9月2日  | 1.320  | 3.92     | 3     | 1.51      | 4.68      | 1         |                                                                                       |
| 8                            | 2016年9月9日  | 1.365  | 4.23     | 3     | 1.59      | 5.02      | 1         | 最高收视落在赣州市3.599                                                               |
| 9                            | 2016年9月16日 | 1.431  | 4.30     | 3     | 1.56      | 4.93      | 1         | 最高收视落在唐山市3.138 CSM52数据中缺厦门数据，故实为CSM51 深圳《极速前进第三季》完结 |
| 10                           | 2016年9月23日 | 1.311  | 3.97     | 3     | 1.41      | 4.59      | 1         | 最高收视落在常德市4.701 深圳《金姐聊极速》开播                                        |
| 11                           | 2016年9月30日 | 1.541  | 4.61     | 3     | 1.86      | 5.73      | 1         | 最高收视落在宜昌市4.197 深圳《金姐聊极速》完结                                        |
| 12                           | 2016年10月7日 | 1.099  | 3.24     | 4     | 1.04      | 3.48      | 1         | 浙江《中国新歌声第一季》完结                                                          |

1. 同时段或交叉时段主要节目：
  - 浙江卫视：《中国新歌声1》
  - 北京卫视：《我是演说家3》
  - 深圳卫视：《极速前进3》／《金姐聊极速》
2. 数据由广视索福瑞提供，调查范围为四岁以上之观众。
3. 以上收视排名不包括央视在内。
4. 资料来源：卫视这些事儿、卫视小露电、潇湘卧龙、湖南卫视官方微信（ID：happychina1997）。
5. 排名为週五晚间所有综艺节目的排名，并不一定为同一时段。

## 宣传活动
| 播出时间      | 活动         | 出席演员       |
| ------------- | ------------ | -------------- |
| 2016年7月22日 | 《天天向上》 | 陈乔恩、奚梦瑶 |
| 2016年8月12日 | 《天天向上》 | 赵雅芝、徐娇   |

## 制作团队
以下制作团队名单由片尾字幕录入。

### 节目组
- 总导演：陈汝涵
- 联合制片人：余淑君、李哲
- 执行导演：韩梅、刘昕、王慧、刘斌
- 导演组：丁杰、于佳鑫、周隆赞、蔡潇、谢婕、倪慧慧、周波、李皖、李望、邹航宇、张扬、吴勇飞、毛震、刘亦宸、李芸芸、石蔓菁、肖姝、左南平、吴友智、倪佩韵、翟天宇、刘陈、李竞、唐仁、罗晨允、李慧、何浩、李蛟、于澄、喻曦、徐舸、陈亿、曾置、高璐、唐汉、贾宇宁、傅鑫、厉刚、徐正茂、石正浩、欧旻阳、黄滢冰、戴浩、刘可、邓旭、社社、钟媛、张玮、苏瑾宇、梁凤、杨子浩、郑飚、陈蕾、唐乐阳、何倩、王琪琦、杨雨楠、刘若楠、李红敏、杜狄龙、于净、张琼、曹婧涵、张宏伟、黄依婷、张弥郁、丁慧奇、陈薪羽、赵鑫、江芷仪、刘子喻、张思雨、向赫、董方红
- 编剧组：唐芳、卢新勇、张甍、薛燕、陈璐、李昂璐、刘莹、张娟娟、刘小沛、潘门罗、孔丹、钟可、周泽宇、杨晓曦、梁琼、诸壁烨、容丽昀、朱蕾
- 责编：李凌、万欣
- 后期组：陈文霞、方曦帜、贺俊铨、侯靓、胡紫焮、李贺、李凯君、李飘影、李由翠、刘嘉旖、刘雪霁、刘嫣可、刘卓越、罗丹、彭寿康、石寒雪、谭方凯、王柳静、王颖、吴琤、夏梦舒、张雅梦、赵帅、朱珠
- 摄像指导：龙建平、陈朗、郑宾
- 导播：吴娜
- 摄像：贺昕、陈蔚、程曦、陈映宏、谢彪、雷李、胡智勇、陈勇、罗成鑫、袁炯、周策、彭骏、武巍、杜明明、文华、王虎、丁艺帆、陈岩、苟谦、卢龙、肖艳、张健、甘可夫、蒋武东、段迪琛、汪小严、王强、蒋小乐、刘垚琛、尹惠华、杨涵巍、张力、薛兆琪、薛洋、旷泽军、刘昊
- 美术指导：单长斌
- 舞美设计：蒋明池、宋志恒、李策、朱柳丹
- 舞美协调：刘晓晶
- 视频：刘光文、肖炅、邝章跃、张亚楠、张渭河
- 音频：刘珊、劳欣、钟继华、王子谦、龚玫汐、王思畅、吴题、林其昭
- 灯光：杨禹、丁穗军、张琥辰、吴伟雄
- 特种：曾杜、吴俊杰、李赤宇、罗鹏、李阳
- 前期保障：何良、朱恒斌
- 网络通讯：谢宝锋、李最
- 后期技术：洪金宝、赵超、颜敏杰、段晴、曾莹、李峰
- 虚拟制作：喻狄、姚倩媛、赵浠羽、胡辉辉
- 化妆：谢亚莉、方艳、李昭、黄四平、何莉、吴春丽、张艺辉
- 化妆指导：关虹
- 服装：花花、张兵
- 服装指导：黄德萍
- 道具：刘曙熙
- 艺人统筹：龙梅
- 艺员联络：卓麓山、李静妮、吴怡希
- 制片：左琰、彭娜、吴伟强、唐天斌、邹坤、张克湘、刘育彤、秦夏生、黄勇、张京城、张凯祥、郑博、肖淞月、胡馨予、曹运基、廖永昌、林欣然、黄军、罗嘉伟、熊泽峰、邢砾原、梁富成、肖沅
- 制片主任：汪浩、龙臻
- 生产协调：韩静、汪应球、杜登国、王峰
- 技术协调：韩坚定、肖卫华、曾晖、龚如林、吴星进、胡晓峰
- 播出统筹：张衡、黄卓夫
- 播控：李跃龙、方林、杨奇勇、臧千军
- 整体包装：湖南卫视总编室形象部
- 项目推广：湖南卫视总编室推广部
- 节目统筹：王旭波、奉缨旗、周海
- 营销统筹：宋点
- 频道统筹：张若波
- 技术监制：周立宏
- 总制片人：洪涛
- 技术总监：黄伟
- 监制：李浩、周雄
- 总监制：张华立
- 出品人：吕焕斌

### 后期团队
- 后期鸣谢：深圳市小兵点将影视文化传播有限公司
- 后期监制：陈山
- 后期导演：乐钧
- 后期统筹：朱海波
- 剪辑：侯竣峰、袁蓓、张镇才、范婧业、祁鹏飞、孙家圆、杨月、游德妹、肖松松
- 剪辑助理：李嗣源、李美贤、林牧、王广源、吴骞、蒋宇轩、向伟、许俊强
- 后期缩混：韦代立、吴岛、黄林
- DIT管理：黄蔚
- 配音：肖鹏
- 包装：翟诗凯、陈彪、邹文点
- 包装助理：吴飘乙、陈梓豪、刘浩
- 摄影：王义博、杨琳、一甲摄影工作室

## 综艺节目的变迁
| 中国大陆 湖南卫视 每週五 20:20—22:00                 | 中国大陆 湖南卫视 每週五 20:20—22:00                        | 中国大陆 湖南卫视 每週五 20:20—22:00               |
| ---------------------------------------------------- | ----------------------------------------------------------- | -------------------------------------------------- |
|                                                      | 我们来了（第一季） （2016年7月22日—2016年10月7日）          |                                                    |
| 全员加速中（第二季） （2016年4月29日—2016年7月15日） | 真正男子汉（第二季） （2016年10月21日[a]—2017年1月19日[b]） |                                                    |
| 我们来了系列节目变迁                                 |                                                             |                                                    |
| —                                                    | 我们来了（第一季） （2016年7月22日—2016年10月7日）          | 我们来了（第二季） （2017年8月4日—2017年10月20日） |

- ^  a. 《我们来了》在2016年10月7日播出结束后，2016年10月14日20:10的节目为《第十一届金鹰节开幕式文艺晚会》（直播）。
- ^  b. 2017年1月20日因播出2017湖南卫视春节联欢晚会，原定当晚播出的《真正男子汉》第二季第十四期提前至1月19日播出。